# Kraj środkowoczeski
Kraj środkowoczeski (cz. Středočeský kraj) – jeden z trzynastu krajów samorządowych. Jego siedzibą jest Praga, która sama do niego nie należy, stanowiąc miasto wydzielone. Kraj ten liczy 12 powiatów i 1 146 miejscowości, w tym 73 miasta.
Kraj środkowoczeski otacza miasto wydzielone Pragę, a na zewnątrz graniczy z siedmiona samorządowymi krajami: na północy z libereckim, na północnym wschodzie z hradeckim, na wschodzie z  pardubickim, na południowym wschodzie z  Wysoczyną, na południu z południowoczeskim, na południowym zachodzie z pilzneńskim i na północnym zachodzie z usteckim.
Niektóre instytucje kraju znajdują się na jego obszarze, jak odpowiednik komendy wojewódzkiej straży pożarnej (krajské ředitelství) z siedzibą w Kladnie, które jest jego największym miastem. Dwa największe ośrodki kraju (Kladno i Mladá Boleslav) są miastami statutarnymi.

## Podział administracyjny
Kraje podzielone były na  powiaty (cz. okresy), jednak od 1 stycznia 2000 powiaty nie są już jednostką podziału administracyjnego Czech. Podział na powiaty zachowały jednak sądy, policja i niektóre inne urzędy państwowe. Został on również zachowany dla celów statystycznych. Kraj środkowoczeski podzielony był na następujące powiaty:
- Benešov
- Beroun
- Kladno
- Kolín
- Kutná Hora
- Mielnik
- Mladá Boleslav
- Nymburk
- Praha-východ
- Praha-západ
- Przybram
- Rakovník

## Historia
Kraj środkowoczeski powstał 11 kwietnia 1960 na podstawie ustawy nr 36/1960 o podziale terytorialnym państwa, jako jednostka administracyjna, odpowiednik polskiego województwa. Był położony w środkowej części Czech. Jego siedzibą była Praga, która nie należała do niego i była miastem wydzielonym. Kraj środkowoczeski graniczył na północy z krajem północnoczeskim, na wschodzie z krajem wschodnioczeskim, na południu z krajem południowoczeskim i na zachodzie z krajem zachodnioczeskim. Obejmował dwanaście powiatów: Benešov, Beroun, Kladno, Kolín, Kutná Hora, Mielnik, Mladá Boleslav, Nymburk, Praha-východ, Praha-západ, Przybram i Rakovník. Pierwotnie kraj środkowoczeski był także jednostką samorządu terytorialnego posiadającą własną administrację.
1 stycznia 2000 został utworzony samorządowy kraj środkowoczeski, jako wyższa jednostka samorządu terytorialnego, na podstawie części siódmej konstytucji Czech oraz ustawy nr 347/1997 z 3 grudnia 1997 (data wejścia w życie 1 stycznia 2000) o utworzeniu wyższych jednostek samorządu terytorialnego, która ustanawiała nowe nazwy krajów i określała ich zakres terytorialny poprzez wyliczenie powiatów wchodzących w skład  każdego kraju. Terytorium powiatów zostało uregulowane rozporządzeniem ministra spraw wewnętrznych nr 564/2002. Kraje samorządowe otrzymały swoje uprawnienia na podstawie ustawy nr 129/2000 o krajach. Terytorium samorządowego kraju środkowoczeskiego pokrywało się z terytorium kraju o tej samej nazwie, utworzonego w 1960, w granicach którego kontynuowały działanie m.in. sądy, prokuratury, policja i urzędy skarbowe.
1 stycznia 2021 został utworzony okręg administracyjny kraju środkowoczeskiego na podstawie ustawy nr 51/2020 z 29 stycznia 2020 w sprawie terytorialnego podziału administracyjnego państwa. Jednocześnie ustawa nr 51/2020 uchyliła w całości ustawę nr 36/1960 co spowodowało, że kraj środkowoczeski, utworzony w 1960, jako jednostka administracyjna, przestał istnieć.